# Enikő Mironcic
Enikő Mironcic (* 21. Juli 1986 in Reghin, Rumänien; Geburtsname Enikő Barabás) ist eine ehemalige rumänische Ruderin. Sie ist viermalige Europameisterin und zweifache Olympiateilnehmerin für Rumänien.

## Karriere
Erste internationale Erfolge konnte Mironcic unter ihrem Geburtsnamen Barabás zwischen den Jahren 2000 und 2003 sammeln, als sie viermal an den Weltmeisterschaften der Junioren teilnahm und dabei drei Medaillen gewann. Ab der Saison 2005 qualifizierte sie sich für den stark verjüngten rumänischen Frauen-Achter und gewann mit ihm die Silbermedaille bei den Ruder-Weltmeisterschaften. Im Folgejahr war der Achter nicht schlagkräftig, und danach musste Mironcic zunächst in den Doppelvierer weichen. Dieser erreichte einen 2. Platz bei den Ruder-Europameisterschaften 2007 und Platz 8 bei der WM im gleichen Jahr.
Ab der olympischen Saison 2008 war Mironcic wieder Mitglied des Achters, und bei den Spielen von Peking gewann sie zusammen mit Constanța Burcică, Viorica Susanu, Rodica Șerban, Simona Mușat, Ioana Rotaru, Georgeta Andrunache, Doina Ignat und Steuerfrau Elena Georgescu die Bronzemedaille. Von 2008 bis 2011 war sie außerdem Stammkraft in dem Achter, der jährlich Europameister wurde und je eine Silber- und Bronzemedaille bei den Weltmeisterschaften 2009 und 2010 gewann. Im Jahr 2012 war Mironcic zunächst nicht am erneuten EM-Titel des rumänischen Frauen-Achters beteiligt, sie wurde aber zu den Olympischen Sommerspielen von London wieder eingesetzt. Die Mannschaft belegte Platz 4, woraufhin sie ihre internationale Karriere beendete.
Mironcic startete für den Verein CS Mureșul. Bei einer Körperhöhe von 1,80 m betrug ihr Wettkampfgewicht rund 78 kg.